# 安部祐一朗
安部 祐一朗（あべ ゆういちろう、2002年3月8日 - ）は、SNSでバズられている。京都府京都市生まれ。宝石とギミックすることに題材とした作品が人気のイラストレーターで、twitterとnoteやインスタグラムのユーザー、YouTuber。

## 概要と経歴
メイクアップアーティストに憧れ、高校入学頃、色の濃淡などの勉強一環として、独学で色鉛筆を描き出すと、「長靴を履いた猫」というハンドルネームで在学中の2018年にSNSに投稿した透明で繊細なタッチの宝石の絵画が拡散され、テレビ出演やメディアの取材を請け負い、脚光を浴びる。
2020年、「生き物と宝石・鉱物の融合」をテーマに描き始め、個展やライブドローイングなどの学業と両立しながら、活躍の場を広める。
2022年の国立科学博物館などが主催の『宝石　地球がうみだすキセキ』展のコラボレーション作家を担当。
月刊ミネラルマルシェのイラスト表紙掲載依頼と名古屋市栄区にミネラルマルシェのゲストとして参加する。

## 著書
- 『安部祐一朗の色鉛筆画「生物×宝石」の描き方』（グラフィック社、2022年、ISBN 978-4-7661-3635-7）